# Venus Versus Virus
『Venus Versus Virus』（ヴィーナス ヴァーサス ヴァイアラス）は、2005年から2008年にかけて「月刊電撃コミックガオ!」（同誌休刊後は「月刊コミック電撃大王」）にて連載されていた鈴見敦による漫画作品。および、それを原作としてテレビ放映されたアニメ作品。頭文字をとってVVVと呼ばれることもある。

## あらすじ
人の魂を喰らう「視えざるもの」―魔人を退治する「退治屋」ルチアと突如魔人を視る力―「視力」を手に入れた少女スミレの物語。

## キャラクター
声優はアニメ版のもの。
名橋 ルチア（なはし ルチア）
声 - 高垣彩陽
本作の主人公。「視力」を持つ人から依頼を受け、魔人（ヴァイアラス）を倒し報酬を得る「退治屋」。普段は養父の名橋総一郎とともにアンティークショップ「Venus Vangerd(ヴィーナスヴァンガード)」を経営している。
生まれつき「視力」を持ち、左眼は特に強力なため、普段は総一郎特製の眼帯をつけて抑えている。その力は隠れたヴァイアラスの存在をも見抜くが、体に強い負荷がかかるため、またその眼のせいで周りと馴染めず呪われた子呼ばわりされていたため、左眼と魔人を憎んでいるめったに使うことは無い。過去の体験ゆえか自虐的な部分もある。左腕には実父であるリュシフ（アニメではリリス）から受け継いだと思われる全ての属性を表したアザがあるが、リュシフがリリスを殺害したために彼のことを憎んでいる。
普段は冷静な仮面を被っており冷たいと思われることもあるが、実際は不器用な優しさを持つ傷つきやすい多感な年頃の少女。ルチア（LUCIA）とは光という意味。まだ15歳ながら喫煙者であるため、スミレからはやめるように薦められている（アニメではそのような描写はない）。武装は公式では銃はオリジナルとなっているがS&W M629（コミックス版ではColt Python 4" Pachmayr製ラバーグリップ付き）と推測される。その他に清められた短剣や原作後半よりローラ作成の予備銃を使用する。また燃焼力を強めたライターを媒介に炎を操る能力も得ている（その他の3属性も炎ほどではないが操れる）。普段は黒いワンピースを着ている（白やピンクは苦手で、番外編でスミレにこのような服を着せられた時には普段の様子が嘘のようにおろおろし、この姿を目撃した総一郎に逆ギレした）。
ヴァイアラスを追跡中に落とした母、リリスの形見のペンダントを拾ったスミレを助けたことで彼女と出会い、スミレの持つ強い「視力」を餌にしてヴァイアラスを誘い出すが、その際にバーサークしたスミレがヴァイアラスを倒すのを目撃し、彼女に協力を求める。スミレを仲間に引き入れたのはこの時点ではバーサークを利用するために過ぎなかったが、共に過ごしていく時間の中で彼女との絆を深めていく。
鷹花 スミレ（たかはな スミレ）
声 - 茅原実里
本作のもう1人の主人公。銀女学院の中等部の生徒で親元を離れ学院の寮に住んでいたが、ルチアに自分の持つ力を貸してくれるように頼まれ、思い悩んだ末に寮を出て「Venus Vangerd」に身を置くことにする。
対ヴァイアラス用のワクチンを受けることで「生ける抗体（バーサーク状態）」になる能力を持つ。初期はバーサークを制御できずにルチアに襲い掛かるなども見られたが、それを克服しある程度は自由にバーサーク化できるようになる（ただし、短期間にワクチンを連続で投与することによる過剰摂取を行った場合には暴走する可能性がある）。
一見頼り無さそうに見えるが不思議と芯の通った性格であり、ルチアとはある意味正反対な存在。二巻中盤、偶然の事故でバーサーク化し、ルチアに襲い掛かったことで傷ついていた時に出会った青年、与識に恋心を抱いており、彼を守るために強くなろうと思ったことがバーサークの制御を彼女に思い立たせる。
昔から霊感が強いらしく幽霊の類は見えていたがルチアのブローチで指を刺したことにより「視力」を手に入れる。しかし、そのことによって魔人に魂を狙われ、やられそうになったところをルチアに救われる。その後助けたことへの報酬66万6千円の代わりにルチアの手伝いをすることとなる（といいつつ、実際は魔人の大元をおびき寄せるためのただの餌代わり）。その手伝いの時に魔人用の弾を受けたことにより「生ける抗体（バーサーク状態）」に変化し魔人の大元を瞬殺した（本人に自覚無し）。その後、「Venus Vangerd」でルチアたちの表と裏の仕事の手伝いをするようになる。
こちらも公式では銃はオリジナルとなっているが、S&W PC356（コミックス版ではColt Python 4" Pachmayr製ラバーグリップ付き）と推測される（多少デザインが異なる）。終盤では与識に憑依したアイオーンに唆され、誰も苦しまなくて済む世界を作り上げようとしたがルチアの気持ちを知り、アイオーンに騙されたことに気付き、彼女とともに与識を救うため、アイオーンに戦いを挑む。
名橋 総一郎（なはし そういちろう）
声 - 小杉十郎太
ルチアの義父。魔人の研究や魔人用の武器を開発している。ルチアの両親とは悪魔学研究のため海外留学していた頃に知り合った。リリスの死後「視力」のせいで周囲に馴染めないルチアのために魔人に関する研究をするようになる。兄が一人いたが失踪している（恐らくヴァイアラスが原因）彼自身は視力を持っておらず、いつもかけている鼻眼鏡の効果でヴァイアラスを見ることが出来る。リリス・リュシフ・デメールからはナハシュと呼ばれる（ヘブライ語で蛇。旧約聖書でイブに知恵の実を与えた存在で知識の象徴。命名はリリス）。アニメでは死亡するが原作ではアイオーンとの戦いの後、ルチア達を救うため、精神界の狭間に閉じ込められるもデメールの力によって物質界に帰還し、ルチアから「義父様」と呼ばれた。その後はルカのしつこいアプローチに悩まされることになった。
ローラ
声 - 辻あゆみ
総一郎の師匠、デメールの孫娘（正確には養女）総一郎がルチアの母国へ行っている時に総一郎の推薦でやってきた。武器製作の腕は確かで、スミレの腕輪をすぐに直した。チョコレートが好きでチョコレートでできた武器を持っている。原作では少し後の登場だがアニメでは最初からいる。アニメではライラとともに“魂のない双子の人形”と言われていた。原作においてライラの双子の妹であることが判明。ライラとの間にテレパシーのようなつながりを持っており、施設にいたころはそのことで周りから不気味に思われていたようだ。5歳ぐらいの時にデメールに養女として引き取られ、ライラとともに彼の助手になるがある日リュシフにライラをさらわれてしまった。その時からライラとの心の線は途切れ途切れになっている。
リリス
声 - 山崎和佳奈
ルチアの母。小さいころから視力を持っていて、ヴァイアラスに狙われていたがリュシフに守られていた。が、ヴァイアラスに傷を負わされた時に狂暴化し、周りから異常に見られたためデメールの下に来た。アニメ版ではデメールの養女になっている。特別なフラグメントを持っていたがリュシフにそれを奪われ、殺された（原作では自害しようするリュシフの死を恐れ、彼を庇い、死亡した。ルチアは長い間、リュシフに殺されたのだと思っていた）。しかし、そのフラグメントは消滅する。ルチアと同様に、全ての属性を表したアザがある。
リュシフ
声 - 浪川大輔
ルチアの実の父。アニメ版では世界の真理を求め、世界を破滅から救いたいと考えていた。1年間の行方不明の後、師匠（デメール）が自分に世界の真理を教えないのは自分への妬みだと思い込み、また真なる世界を手に入れるには人ならざる存在にならなければならないとの理由で魔人となり、リリスのフラグメントを奪った後姿を消した。ルチアと同様に、左右目の色が違う。アニメでは最後まで敵であったが原作ではアイオーンと会い、肉体を奪われた際、自我が残るうちに自害しようとしたが妻、リリスに阻止され、アイオーンに完全に支配される。ルチアとの戦いでアイオーンが与識に憑依した際、自我を取り戻し、真相を話した後、娘の顔を見て満足し、肉体は消滅した。
デメール
総一郎・リリス・リュシフの師匠でローラの祖父。アニメ版ではリリスの義理の父親でもあるが18年前に亡くなっており未登場。錬金術とオカルト研究に没頭しており、学会からは異端視されている。過去にヴァイアラスについて書いた本を出版したことがあり、総一郎はそれをきっかけに彼の元へ来た。現在は結晶体のような物に自分を封じている。
三雲 音々（みくも ねね）
声 - 野川さくら
スミレのいとこ。銀女学院の高等部の生徒。スミレのことを大切に思っており、彼女に近づく悪い虫をぶっとばしていたようだ。スミレ曰く、その時の彼女は悪気が無いだけにヴァイアラスより手に負えないらしい。弟の理久の恋路を応援してはいるが、どこかとぼけている。
三雲 理久（みくも りく）
声 - 平田宏美
音々の弟で小学生。スミレのことが好きでさまざまなアタックを試みてはいるが、現在のところ1つも報われていない。
草薙与識（よしき）
声 - 古島清孝
隣町の高校生でよく公園の滑り台で本を読んでいる。「視力」を持っている。スミレの好きな人で、彼が魔人に襲われたことでスミレは戦うことを決めた。彼に出会った音々の記憶を消す。ルカの雷を跳ね返す。フラグメントを抜き取る『抜魂の儀』などの力を持つ。
ミカ
声 - 三宅華也
スミレの友達。スミレをいじるのが大好き。自称乙女でスミレの恋心を見抜いた。弁当にシュークリーム三段重ねを持ってくるなど少々変わっているところもある。ルチアとローラには目が無く、過激にも見えるスキンシップを取っている。
京子（きょうこ）
声 - 下屋則子
スミレの友達。ルカに乗り移られたがその間の記憶は無かった。
しず
声 - 足立友
スミレの友達。ミカや京子といつも一緒にいる。
苑果（そのか）
声 - 森沢芙美
魔人に命令を下している謎の女性。スミレに興味を持つ。アイオーンのことを真なる神と呼び盲信している（ルカ曰く「まるで狂信者」）街に下級の魔人をばらまき、「視力」を持つ者を見つけ「真なる力（フラグメント）」を奪っている。ルカとガイのことは下僕としてしか見ておらず、必要とあれば自分の手で始末することすらいとわない。アニメ版ではリュシフに使えている。戦いの中、ルカに憑依するも総一郎の攻撃からアイオーンを守ろうとして肉体を追い出され、最期はアイオーンと共に運命を共にした。実は与識とは同じ孤児院で育った幼馴染で与識と共に大人を憎んでいた時、宿主を探していたアイオーンに感化され、彼に忠誠を誓ったことを与識はルカに話した。
ルカ
声 - 伊月ゆい
苑果の配下。風と水の力を合わせることによって雷を扱え、他の人に乗り移ることができる。スミレの同級生の京子に乗移ってルチアの店に押しかけた。魔人ではないが襲った人間を魔人に変えてしまう。アニメではガイの勝手な行動に反発していた。原作では、何年か前にヴァイアラスに襲われ、フラグメントを奪われてヴァイアラス化しかけたところに、苑果が、抜かれたフラグメントを入れなおして自分の配下とした。彼女の下僕になったと同時にルカという名前を与えられている。原作6巻でアイオーン（与識）の力によって体を苑華に乗っ取られてしまう（魂は体の中に存在しているが体のコントロールは苑華に完全に奪われているようだ）が最終的に総一郎が与識に憑依しているアイオーンを祓おうと放った『飛魔【ブロウ】』からアイオーンを守ろうとした苑華が自ら受けたことで自由になり、彼女に復讐するため、ルチア側についた。その後は結果的に自分を救った総一郎に惚れ、ストーカーのように待ち伏せしようとしている。
ガイ
声 - 陶山章央
苑果の配下。軽い性格。「生ける抗体（バーサーク状態）」したスミレとほぼ似たような力を使う。原作、アニメともに彼がどのような経緯で苑華の配下となったかは不明。
ライラ
声 - 辻あゆみ
苑果の配下。命令もないのにスミレと接触したりと自分勝手な性格だが任務はちゃんとこなす。ローラと容姿が酷似している（ローラとの関係は前述）。幼い頃から一緒であった為、妹のローラに依存しており、他の者と仲良くして自分のことを忘れられてしまうことを恐れており、その気持ちをアイオーンにつけ込まれ、いつまでも一緒にいる為に彼女と一つになろうとした（精神【テレパス】を切っていたのもそのためらしい）。戦いの中、ローラに自身の精神世界に連れて行かれ、彼女の気持ちを知り、和解した。その後、ローラと共にアイオーンを止めようとするルチアとスミレのサポートへと回った。戦いの後、ローラと共にヴィーナスヴァンガードで働くようになった。
アイオーン
自称「真なる世界を目指す魔術師」で苑果の主。胸部に無数の属性を現したアザを持つ。苑果の言葉によれば今は完全な体ではない状態らしい。とある異端派の思想における「異端の神」の名を頂き、この世を作ったのは悪神であり、自らが真の神だとしてこの世界を「真なる世界」へと作り変えようとする者だが、アイオーンと名乗る以前に何者であったかは不明。精神体として肉体を乗り換えていくことによって永き間存在しながらフラグメントを集めていた。現在は与識の肉体に宿っており、当初は彼の力の一部だけが覚醒していると思われる状態であったが、プラネタリウムの事件で苑華の命を与えられて完全に覚醒した。原作ではリュシフや与識に憑依したり、心が不安定なライラやスミレを唆すなどアニメ以上に全ての元凶として描かれている。
野上陽司
声 - 小林由美子

野上月夜
声 - 矢作紗友里

スミレの両親
原作のみに登場。スミレが突然寮を出てルチアの家に住むと言って来た時、文句どころか事情をろくに聞かずにすんなりとOKした。その際に2人とも感動のあまり号泣していたことから分かるようにかなり平和的な性格をしている。

## 用語
ヴァイアラス（魔人）
本作における敵。英語で表記すると「Virus」悪魔に等しい存在で人間の魂（正確にはフラグメント）を喰らう化け物でありフラグメントを奪われたものも即座にヴァイアラスと化す。読みきりの時点では普通に悪魔と呼ばれていた。人型は共通特徴として、目が血の色に染まり、瞳が十字を模る(この特徴は、下級ヴァイアラスやバーサーク化したスミレにも現れる)皮膚が崩れて変色しているなどがある。アニメ版では夜に出現した場合には月が赤く染まる演出がある）通常の人間には見えず、視力と呼ばれるヴァイアラスを見ることの出来る力を持つ者を狙い、一度狙った獲物のフラグメントを狩るまで追い続ける習性がある。知能はある程度存在するようだがヴァイアラスに堕ちた時点で狂気に飲まれ暴走する（ただし、まれに正気を保つ者もいる。しかし、その者もいずれは暴走してしまう）人型をとった高位のヴァイアラスは火・水・土・風のどれかの属性を持つ。なお下級のヴァイアラスの中には苑果たちに操られている者もいるのだが、下級ヴァイアラスは奪ったフラグメントをエネルギー体のまま吸収して消費してしまうため、フラグメントの収集を目的としている苑果たちとはある意味敵同士ともいえる。それはルカたちが自分たちの配下でない、自分たちにフラグメントを抜き取られヴァイアラスに堕ちた者たちを倒していることから推察できる。
ヴィーナスヴァンガード
ルチアたちが経営する退治屋で表向きはアンティークショップ。一階が店舗となっており、地下に居住スペースがある。どうやらアンティークショップの方はルチアの趣味でやっているらしく、アクセサリーなどはルチアが選んでいる。ただし値段が高いのであまり繁盛してはいないようだ。ヴァイアラス退治の依頼の報酬は学生でザコ相手の場合は5万。ちなみにスミレが最初にルチアに助けられた時の報酬は66万だったが、これはスミレを餌にする計画を断れなくするために吹っかけた物だろう。美少女(ルチアとローラ)・美少女オーラ・美少女の淹れるお茶・美少女の作る料理・美少女と同じお風呂の水などがそろっているため、ミカ曰く「これぞ究極のエステ」らしい。
私立銀女学院
スミレ・ミカ・京子・しず・音々が通うお嬢様学校で、音々は高等部、それ以外の4人は中等部の生徒である。
バーサーク（狂暴化）
対ヴァイアラス用ワクチンを体に受けたスミレがなる暴走状態。この状態になると驚異的な身体能力とヴァイアラスに対する戦闘能力を備えた「生ける抗体」状態となるかわりに性格が狂暴になる。特徴として肩もしくは太腿にアザが浮かび、目の色が赤く染まる。力を制御出来ない状態でこうなった時は瞳が十字を模るとともに、動きや気配がヴァイアラスそのものになる。またこの状態ではなぜかルチアを襲うようになったが、訓練によって一応少しの力なら使いこなせるようになりルチアも襲わなくなった。しかし、短期間の間に過剰摂取を行った場合には制御出来なくなり再びルチアを襲うようになる。初期のころは「生ける抗体（バーサーク状態）」になる時はルチアが持つ魔人用の弾に撃たれて変化していたが、総一郎から自由に好きな属性の「生ける抗体（バーサーク状態）」に変化できる腕輪をもらってからはそれを使用している。
ルチアを襲う理由についてはスミレ曰く「生ける抗体（バーサーク状態）」になった時にルチアから響く「壊して」という言葉に惹かれるから。またバーサークしたスミレはルチアのことを「邪な光」「この世界を闇に導く光」と呼び、彼女の放つ匂い（気配）に惹かれるかららしいが今のところ直接的な原因は分かっていない。なお、リリスもヴァイアラスに傷を負わされたときには我を失ったように狂暴化していたようだが、これも関連は今のところ分かっていない。
フラグメント

## 書籍情報

### 単行本
全8巻。
1. 2006年1月15日初版発行 ISBN 4-8402-3291-1
2. 2006年5月15日初版発行 ISBN 4-8402-3440-X
3. 2006年11月15日初版発行 ISBN 4-8402-3628-3
4. 2007年2月15日初版発行 ISBN 978-4-8402-3744-4
5. 2007年5月15日初版発行 ISBN 978-4-8402-3867-0
6. 2007年12月15日初版発行 ISBN 978-4-8402-4133-5
7. 2008年3月27日初版発行 ISBN 978-4-8402-4247-9
8. 2008年7月26日初版発行 ISBN 978-4-0486-7316-7

## テレビアニメ
2007年1月から3月にかけてTBSほかにて放送された。一部放送局を除き字幕放送。原作が完結しておらず、真実が明かされなかった為、結末が原作と異なるものが多い。

### スタッフ
- 監督 - 木村真一郎
- シリーズ構成 - 山田靖智
- キャラクターデザイン - 安形佳己
- 美術監督 - 土師勝弘
- 色彩設計 - 宮川貴江
- 撮影監督 - 渡邊宣之
- 編集 - 森田清次
- 音楽 - 七瀬光
- 音響監督 - 岩浪美和
- アニメーション制作プロデューサー - 山崎成人
- プロデューサー - 田邉里英、中村伸一、金庭こず恵、斉藤公一、小池克実
- アニメーション制作 - スタジオ雲雀
- 製作協力 - ポニーキャニオン、ムービック、ソニーPCL、ランティス
- 製作 - ヴィーナスヴァンガード、TBS

### 主題歌
オープニングテーマ「Bravin' Bad Brew」
作詞 - 畑亜貴 / 作曲・編曲 - 上松範康 / 歌 - Riryka
エンディングテーマ「至純の残酷」
作詞・作曲・編曲 - 橘尭葉 / 歌 - 妖精帝國

### 各話リスト
| 話数 | サブタイトル  | 脚本       | 絵コンテ       | 演出           | 作画監督                                  | 総作画監督          |
| ---- | ------------- | ---------- | -------------- | -------------- | ----------------------------------------- | ------------------- |
| 1    | アオイ サソイ | 山田靖智   | 木村真一郎     | 左藤洋二       | 安形佳己、渡辺真由美 岩佐とも子、山門郁夫 | 安形佳己            |
| 2    | イケイ セカイ | 大久保智康 | 上原秀明       | サトウミツトシ | 巌上鎔、高成雲 山門郁夫                   | 岩佐とも子          |
| 3    | イライ ケハイ | 鴻野貴光   | 木村真一郎     | 左藤洋二       | 山田勝、山門郁夫                          | 安形佳己            |
| 4    | メマイ デアイ | 山田靖智   | おおひらひろし | 井草かほる     | 桜井木の実、山門郁夫                      | 岩佐とも子          |
| 5    | トオイ ツカイ | 大久保智康 | 谷塚上アツヤ   | 池田重隆       | 張誠浩、山門郁夫                          | 安形佳己 岩佐とも子 |
| 6    | ニガイ ヒガイ | 鴻野貴光   | 猫部那智子     | 左藤洋二       | 山形孝二、山門郁夫 猫部那智子             | 岩佐とも子          |
| 7    | フカイ オモイ | 山田靖智   | 木村真一郎     | 岡崎幸男       | 森川均、山門郁夫 岩佐とも子               | 安形佳己            |
| 8    | クライ ネガイ | 大久保智康 | 西澤きぬこ     | サトウミツトシ | 張誠浩、山門郁夫                          | 安形佳己 岩佐とも子 |
| 9    | アマイ ニオイ | 鴻野貴光   | 上原秀明       | 剛田隼人       | 山形孝二、山門郁夫                        | 安形佳己            |
| 10   | ゴカイ ネライ | 鴻野貴光   | 岡本英樹       | 中村圭三       | 宇都木勇、梶浦紳一郎                      | 岩佐とも子          |
| 11   | ギセイ サツイ | 大久保智康 | 池田重隆       | 池田重隆       | 張誠浩、山門郁夫                          | 安形佳己 岩佐とも子 |
| 12   | シロイ ミライ | 山田靖智   | 木村真一郎     | 木村真一郎     | 中野彰子、山形孝二 山門郁夫、森川均       | 安形佳己 岩佐とも子 |

※各話ともカタカナ6文字で「○○イ ××イ」の形式となっている。

### 放送局
| 放送地域   | 放送局       | 放送期間                | 放送日時           | 放送系列       | 備考   |
| ---------- | ------------ | ----------------------- | ------------------ | -------------- | ------ |
| 関東広域圏 | 東京放送     | 2007年1月11日 - 3月29日 | 木曜 25:55 - 26:25 | TBS系列        | 製作局 |
| 日本全域   | BS-i         | 2007年1月24日 - 4月11日 | 水曜 26:00 - 26:30 | TBS系列 BS放送 |        |
| 京都府     | KBS京都      | 2007年1月25日 - 4月12日 | 木曜 25:30 - 26:00 | 独立UHF局      |        |
| 中京広域圏 | 中部日本放送 | 2007年1月26日 - 4月13日 | 金曜 27:10 - 27:40 | TBS系列        |        |

## ドラマCD
ドラマCD『Venus Versus Virus』（発売・販売元フロンティアワークス）
2006年10月25日発売

### 登場人物・声の出演
- 名橋ルチア - 生天目仁美
- 鷹花スミレ - 佐藤利奈
- 名橋総一郎 - 大木民夫
- ミカ - 野中藍
- 京子 - 加藤英美里
- しず - 阪田佳代
- ミネリア - 甲斐田裕子